# Wappen des Senegal
Das Wappen des Senegal besteht aus einem in Rot und Gold gespaltenen Schild. In der rechten Seite ein goldener, aufgerichteter Löwe, in der linken Seite über einem grünen Wellenband ein Baobab in natürlichen Farben. Der Schild ist kreisförmig in der Art eines Ehrenkranzes von zwei silbernen Palmblättern umgeben. Zwischen den Blattenden oben steht ein fünfzackiger grüner Stern, unter dem Schild hängt an grünem Band der 1960 gestiftete Nationalorden Ordre national du Lion. Um die Palmblätter schlingt sich ein weißes Spruchband mit dem (französischen) Staatsmotto Un Peuple – Un But – Une Foi.
Das Wappen wurde 1965 angenommen und aus den zwei senegalesischen Staatssiegeln kombiniert: Das eine zeigt den Löwen unter einem fünfzackigen Stern und trägt auf dem Rand die Inschrift République du Sénégal – Un Peuple – Un But – Une Foi („Republik Senegal – ein Volk – ein Ziel – ein Glaube“). Das zweite Staatssiegel zeigt den Affenbrotbaum, mit dem Text République du Sénégal – Au nom du Peuple Sénégalais („Republik Senegal – im Namen des senegalesischen Volkes“).
Der Löwe soll als traditionelles Symbol die ethnische Mehrheit des Landes repräsentieren (offiziell „Nord-Soudanien“), die in etwa den Sprechern der Atlantischen Sprachen entspricht. In den vorkolonialen Königreichen des Senegal war der Löwe ein Machtsymbol und einer der Titel des Königs. Der Löwe steht heute außerdem für Mut und Rechtschaffenheit des senegalesischen Volkes.
Der Baobab ist der typische Baum der senegalesischen Flora, häufig steht eine Gruppe dieser Bäume im Zentrum eines Dorfes. Er wird außerdem in vielseitiger Weise zur Produktion von Nahrung und Gebrauchsgegenständen genutzt. Das grüne Wellenband steht für den Fluss Senegal.
Die Farbgebung des Wappens bedient sich wie die Flagge der panafrikanischen Farben. Der grüne Stern befindet sich ebenfalls in der Flagge.